# نام سه‌جمله‌ای (زیست‌شناسی)
در نام‌گذاری جانوری، نام سه جمله‌ای، اشاره به نام یک زیرگونه دارد. نام سه‌جمله‌ای متشکل از سه بخش است: نام سرده، نام گونه و نام زیرگونه. دو بخش اول به تنهایی نام دوجمله‌ای یا نام گونه هستند.